# Голямо Буково
Голямо Буково е село в Югоизточна България, област Бургас, община Средец.

## География
Селото е разположено в планината Странджа, на 24 km от общинския център Средец и на 54 km от областния център Бургас. Край селото протича Факийска река.

## История
До 1934 г. името на селото е Коджа бук.

## Население

### Етнически състав
Преброяване на населението през 2011 г.
Численост и дял на етническите групи според преброяването на населението през 2011 г.:
|                     | Численост |
| Общо                | 68        |
| Българи             | 67        |
| Турци               | -         |
| Цигани              | -         |
| Други               | -         |
| Не се самоопределят | -         |
| Неотговорили        | -         |

## Забележителности
В близост се намира Голямобуковският манастир.
В местността „Сарпасан“ на около 3 км от селото има останки от крепостна стена. На места тя е висока около 3 метра. В района си виждат все още и останки от долмени и тракийски светилища.

## Редовни събития
Панаир всяка първа събота на месец септември.

## Личности
- Янаки Петров Иванов (Чичо Чичопей) – детски поет
- Иван Янакиев (р.1932) – български офицер, генерал-майор
- Стефан Стоянов – поет